# Sarothroceras
Sarothroceras là một chi bướm đêm thuộc họ Erebidae.